# District de Komárom
Le district de Komárom (en hongrois : Komáromi járás) est un des 6 districts du comitat de Komárom-Esztergom en Hongrie. Il compte 39 559 habitants et rassemble 9 localités : 6 communes et 3 villes dont Komárom, son chef-lieu.
Cette entité existait déjà auparavant, sous ce nom depuis 1950, et a été supprimé lors de la réforme territoriale de 1983.

## Localités
- Almásfüzitő
- Ács
- Bana
- Bábolna
- Csém
- Kisigmánd
- Komárom
- Mocsa
- Nagyigmánd